# Giacomo Lignana
Giacomo Lignana (Tronzano Vercellese, 19 dicembre 1827 – Roma, 10 febbraio 1891) è stato un linguista italiano.

## Biografia
Dopo la laurea in Lettere conseguita nell'Università di Torino, si recò in Germania, dove dal 1848 fu allievo a Bonn di Christian Lassen, indianista di fama internazionale, e a Erlangen, di Friedrich von Spiegel.
Dal 1860 divenne Professore di "Filologia comparata" presso l'Università di Bologna ma alla cattedra rinunciò per dedicarsi alla politica in un momento cruciale della storia d'Italia, collaborando con Camillo Benso conte di Cavour a una missione diplomatica a Coburgo, per convincere i Prussiani a non allearsi con l'Impero asburgico, nemico storico del Regno di Sardegna prima e del Regno d'Italia dopo.
Già nel 1861 tornò però alla vita accademica, assumendo la funzione di professore ordinario di "Filologia" nella Regia Università di Napoli.
Nel 1868 tentò di far approdare la Congregazione Ripa (il "Collegio dei Cinesi") a un dignitoso standard scientifico e didattico, strappandola alla soppressione che sembrava inevitabile a causa della legislazione di soppressione degli Ordini religiosi del 1861 e del 1866. Il Collegio dei Cinesi, anche grazie a lui, divenne una scuola statale di lingue orientali e di orientalistica, tanto che il 25 novembre 1868 poté assumere la denominazione di Regio Collegio asiatico.
Lignana ne fu eccellente Direttore dal 1868 al 1870, insegnando gratuitamente con altri colleghi nella nuova struttura universitaria ma i contrasti con il ministro della Pubblica Istruzione Cesare Correnti circa la scarsa volontà ministeriale di escludere dalla struttura qualsiasi indebito condizionamento ecclesiastico e reazionario, lo indussero a sollecitare un suo trasferimento a Roma, dove insegnerà "Storia comparata delle lingue classiche e Sanscrito", i cui corsi furono tra gli altri seguiti da Leone Caetani.
Del Collegio Asiatico (che fu poi soppresso nel 1888, e trasformato in Regio Istituto Orientale, oggi Università degli studi di Napoli "L'Orientale") egli tornò ad occuparsi negli anni ottanta in una relazione ministeriale.
Di carattere aspro e non alieno dalle polemiche politiche e accademiche, Lignana morì nel 1891 di aneurisma, venendo sepolto nel cimitero monumentale del Verano di Roma.